# Уругвайське вторгнення
Уругвайське вторгнення (англ. Uruguayan Invasion) — термін для означення явища в популярній музиці 1960-х років, коли уругвайський рок набув великої популярності в Аргентині. Названо за аналогією із «британським вторгненням». Як і «британське», «уругвайське вторгнення» вщухло в кінці 1960-х.

## Найважливіші гурти
- Los Iracundos
- Los Shakers
- Los Malditos
- Los Mockers
- Kano y Los Bulldogs

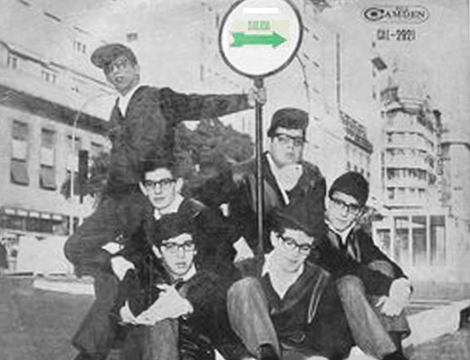
Los Iracundos (1964)
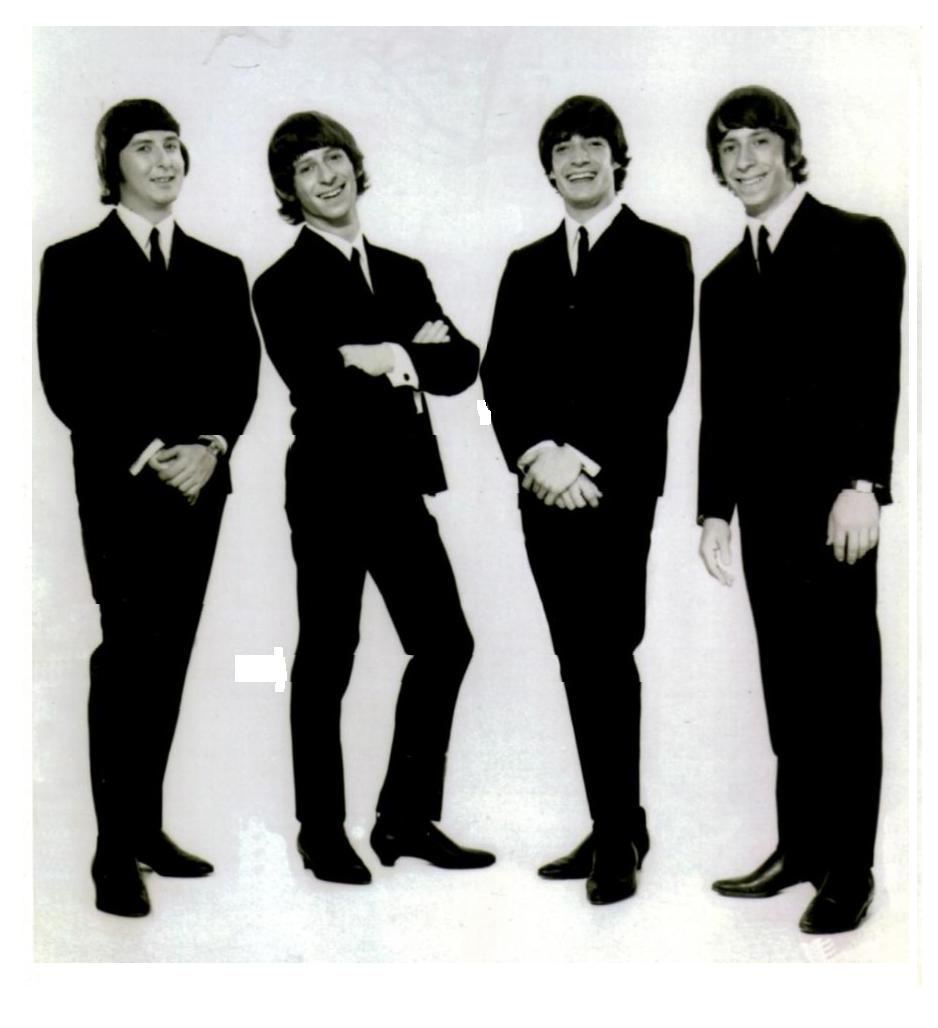
Los Shakers (1965)
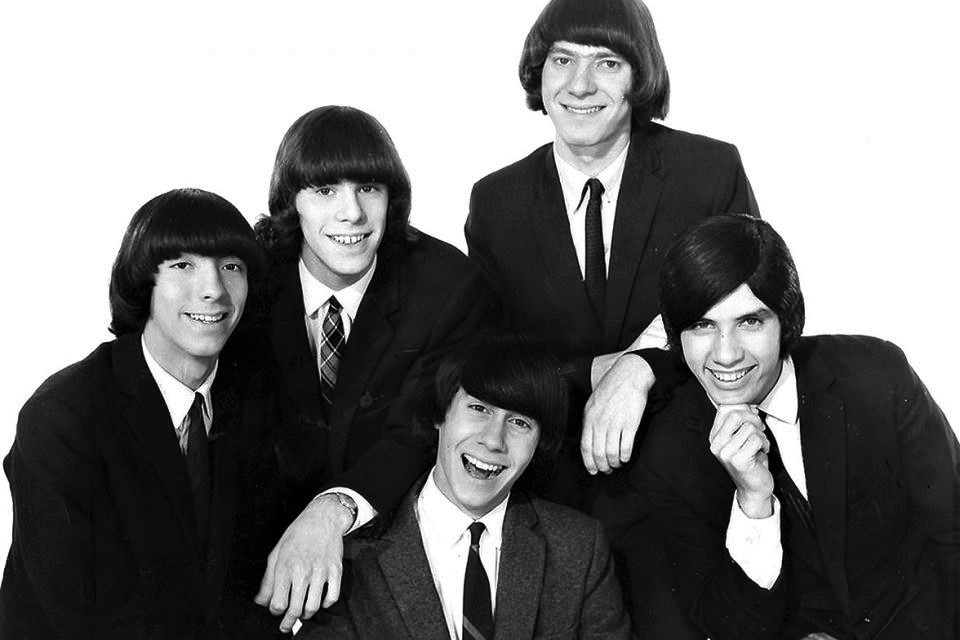
Los Mockers (1965)
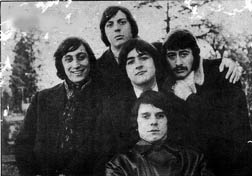
Kano y Los Bulldogs (1966)